# Poklisa
Poklisa (románul: Păclișa) falu Romániában, Erdélyben, Hunyad vármegyében.

## Fekvése
A Hátszegi-medencében, Hátszegtől nyolc kilométerre délnyugatra fekszik.

## Nevének eredete
A 'gőz, pára' jelentésű román pâclă főnévből keletkezett, -iș képzővel. Először 1447-ben Poklise, majd 1489-ben Poklysa alakban említették.

## Története
Hátszeg vidéki román falu volt. 1447-ben a Kendefiek kapták meg Hunyadi Jánostól. A 16. század elején a Móré családnak volt benne udvarháza. Kincstári jobbágyai az újkorban Nadrabban tartoztak bányanapszámot végezni. Görögkatolikus iskoláját csupán 1877-ben szervezték.
1880-ban 310 lakosából 268 volt román és 29 magyar anyanyelvű; 256 görögkatolikus, 21 ortodox, 18 római katolikus és 11 református vallású.
2002-ben 687 lakosából 674 volt román, hat magyar és öt cigány nemzetiségű; 604 ortodox, 27 pünkösdista és 14 baptista vallású.

## Nevezetességek
- Víztározója és vízerőműve a Nagyvízen épült hidroenergetikai komplexum része. A víztározó 98,8 hektáros, a vízerőmű 15,9 MWh kapacitású és mindkettőt 1988-ban adták át.[2]
- A falu közepén, 18 és fél hektáros parkban álló Pogány-kastély az 1800-as években épült, később többször átalakították. 1941-ben 371 zsidót internáltak ide a környékről.[3] Szellemi fogyatékos gyermekek otthona használja. Visszaítélték ugyan a családnak, de az intézmény 2010-ben még a kastélyban működött.

## Képek

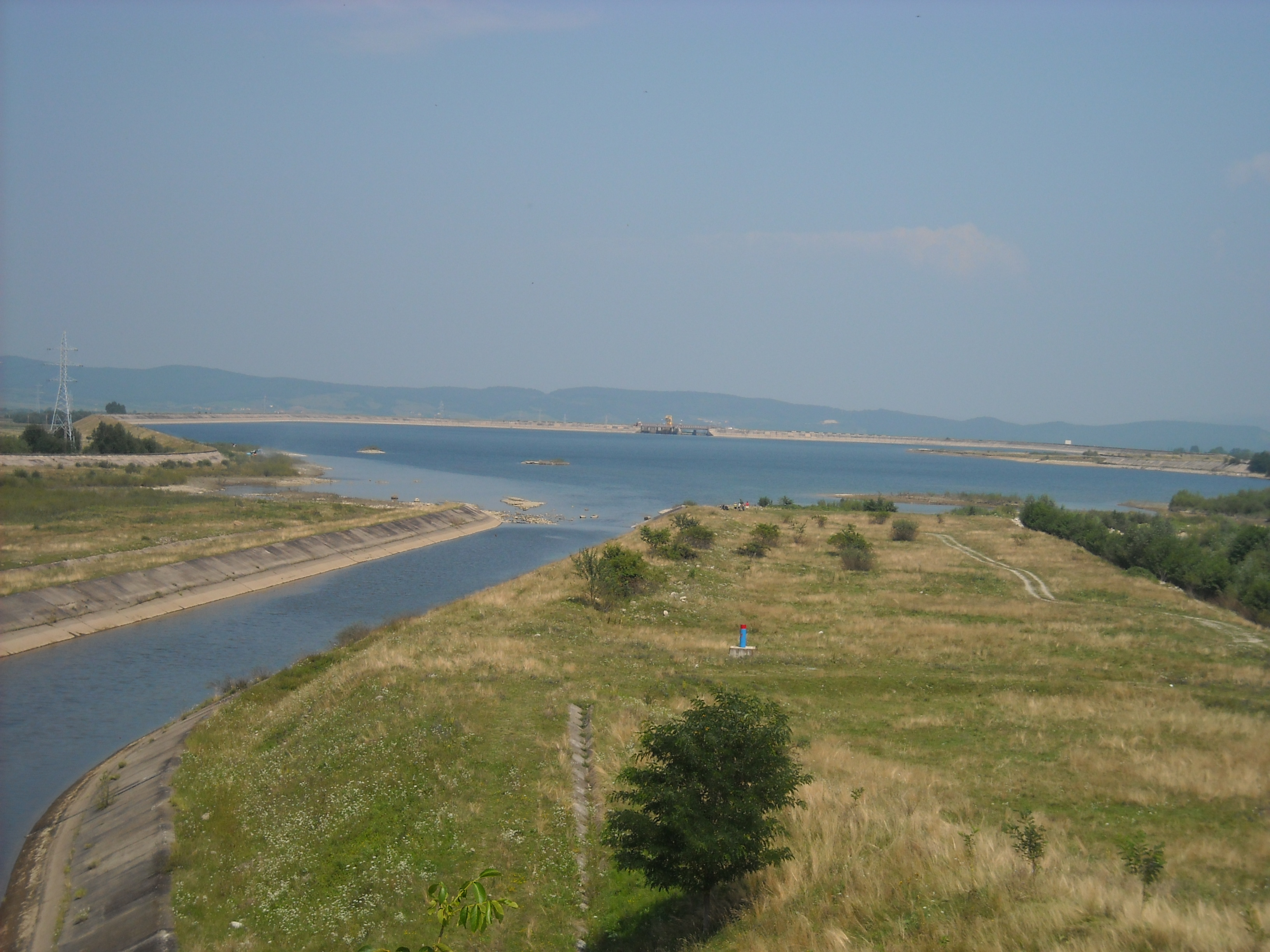
A víztározó
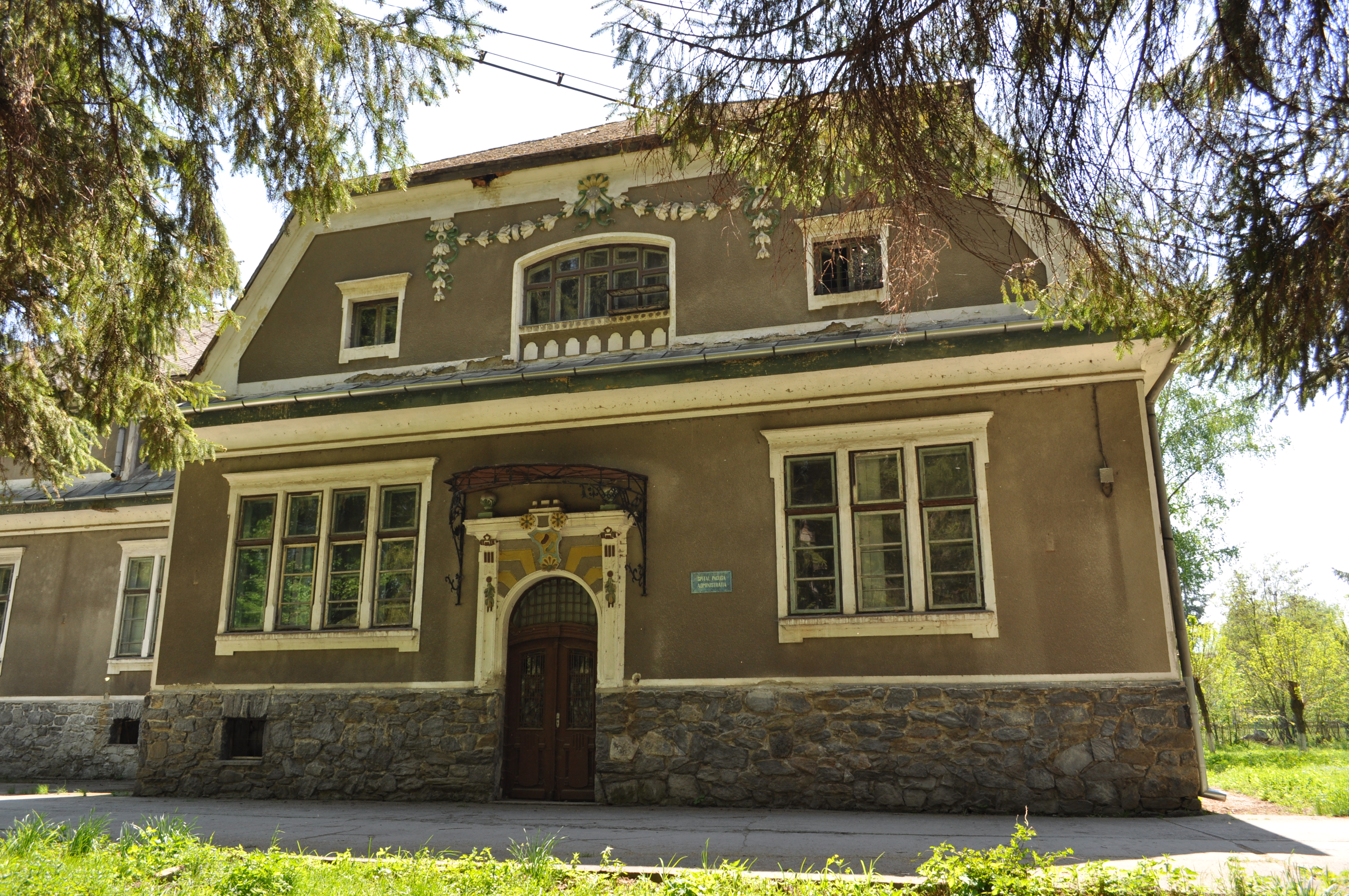
A kastély
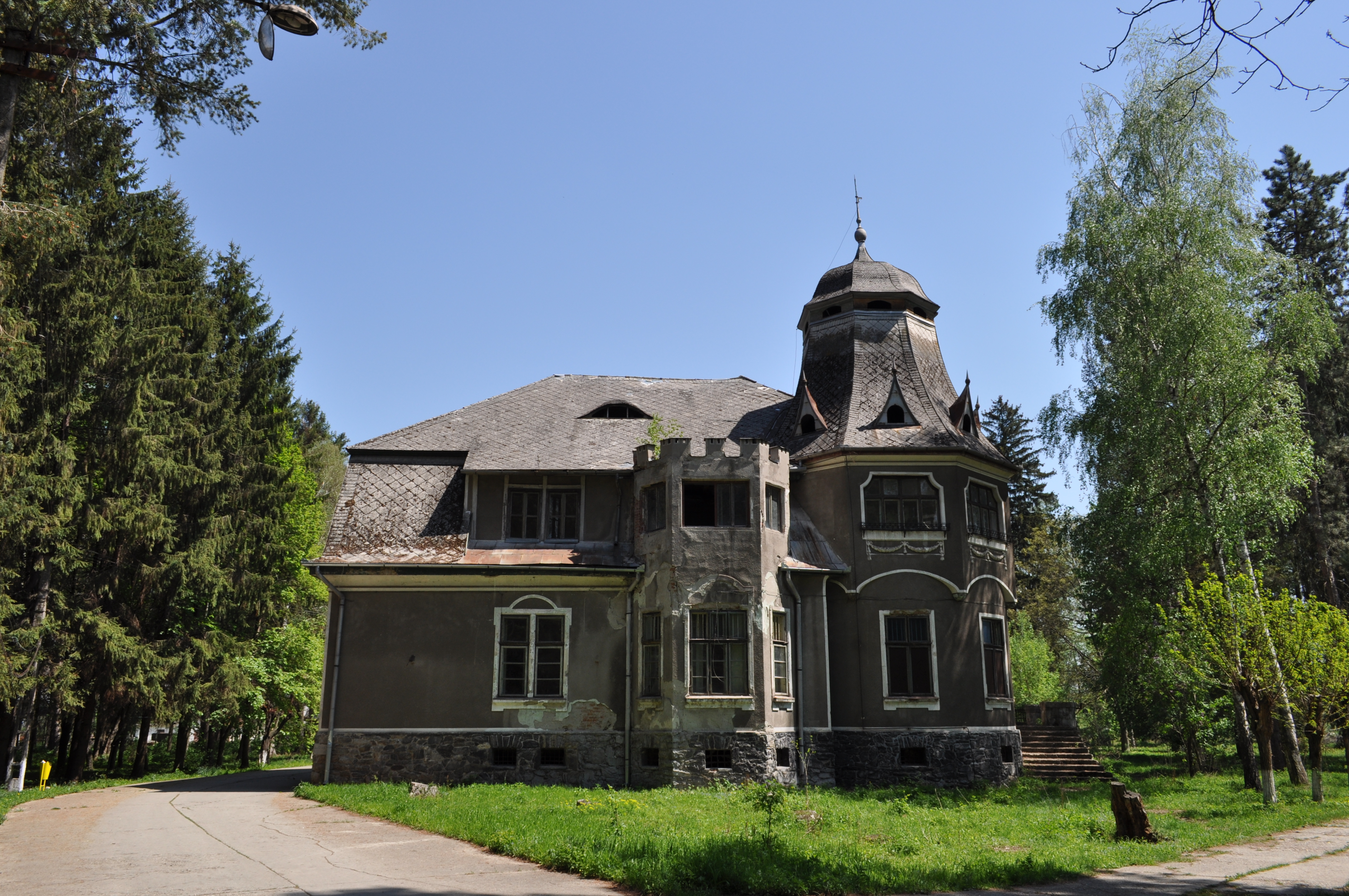